# Faces of Death
Faces of Death is een Amerikaanse exploitatiefilm/Mondofilm uit 1978 van John Alan Schwartz (die de film schreef onder het pseudoniem Alan Black en regisseerde als Conan LeCilaire). De horrorfilm is een pseudo-documentaire, waarin lijkschouwer Dr. Francis B. Gröss (gespeeld door Michael Carr) videomateriaal toont van dodelijke ongelukken en mensen in andere dodelijke situaties. De film wisselt materiaal waarin menselijke slachtoffers daadwerkelijk in situaties met dodelijk afloop te zien zijn af met geënsceneerde scènes.
De film heeft vijf officiële vervolgen gekregen, waarbij telkens een afwisseling van echt materiaal en beelden met acteurs werden getoond. De makers gebruikten speciale technieken om de beelden authentiek te laten lijken.

## Rolverdeling
| Acteur              | Personage                          |
| ------------------- | ---------------------------------- |
| Michael Carr        | Dr. Francis B. Gröss               |
| Samuel Berkowitz    | Zichzelf                           |
| Mary Ellen Brighton | Zichzelf, zelfdodingsslachtoffer   |
| Thomas Noguchi      | Zichzelf, hoofd schouwarts         |
| John Alan Schwartz  | Leider kannibalensekte (onvermeld) |

## Wetenswaardigheden
- In 1993 werd een imitatie van de film uitgebracht onder de naam Traces Of Death.[3] Deze film bevatte veel meer echt materiaal, waaronder de zelfmoord op televisie van Robert Budd Dwyer en materiaal van executies in het Midden-Oosten.